# Чиркондаријале (Латина)
Чиркондаријале је насеље у Италији у округу Латина, региону Лацио.
Према процени из 2011. у насељу је живело 101 становника. Насеље се налази на надморској висини од 4 м.